# George Catlin
George Catlin (født i Wilkes Barre den 26. juli 1796; død i Jersey City den 23. december 1872) var en selvlærd, amerikansk 1800-tals maler, der skabte sin generations største samling malerier af forskellige nordamerikanske indianeres liv og skikke.:505  Over 50 stammer er repræsenteret.:508-525  Han var desuden den første eller eneste til at male portrætter af flere indfødte personligheder, hvis navn er indskrevet i amerikansk historie.:748  Hans to-binds værk ”North American Indians” med egne illustrationer og beskrivelser af sine rejser blandt indianerne:7  er en klassiker, skønt både tekster og billeder er forenklende og romantiserende. Ved at udstille sine flere hundrede værker i Catlin’s Indian Gallery i USA og siden Europa udbredte han kendskabet til Nordamerikas oprindelige befolkninger. Hans samling af krigskøller, skindskjorter og andet indgik i Catlin’s Indian Museum.:4 
Som måske den første hvide så og malede Catlin yankton-siouxernes pibestensbrud i Minnesota i 1836.:240  Den røde pibesten betegnes catlinit efter ham, da han som den første lod mineralet analysere.
Catlins galleri fik besøg af oglala lakotaen Red Cloud i 1872, da høvdingen var i Washington D.C., og han og kunstneren vekslede et par ord med hinanden.:229 
Catlins værker har siden 1879 udgjort en populær del af Smithsonian Institutions samling om Amerikas oprindelige folk, og flere af hans malerier er udstillet på American Museum of Natural History, New York.:6 
Under præsident Kennedys regeringtid var George Catlin repræsenteret med flere malerier i det Hvide Hus.

## Biografi
George Catlin blev født i Wilkes Barre, Pennsylvania, den 26. juli 1796.:701  Han var ægteparret Polly (født Sutton) og Putnam Catlins femte barn ud af fjorten.:702  Under sine studier ved Reeve’s and Gould’s Law School i Litchfield, Connecticut, i 1817-1818 videreudviklede Catlin sig som selvlært portrætmaler.:705  Tilbage i Pennsylvania arbejdede han som sagfører i navnlig Lyzerne County fra 1820-1823. Beskæftigelsen sagde ham intet, mens trangen til at male voksede. Uden modstand fra forældrenes side satsede han på en kunstnerkarriere i Philadelphia i 1823.:706  Den 18. februar 1824 blev han indvalgt som medlem af Pennsylvania Academy of the Fine Arts. Hans speciale var miniature-portrætter af velstillede borgere malet med vandfarve på elfenben. I 1828 fangede han New York guvernøren De Witt Clintons billede på sit lærred.:707 
Samme år mødte han sin kommende hustru, Clara B. Gregory, som han blev viet til i Albany, New York, den 10. maj 1828. Hun fulgte sin mand på nogle af hans månedlange maleekspeditioner vestpå i 1830erne og støttede ham i hans arbejde. Parret fik fire børn, hvoraf en søn døde som helt lille, mens tre døtre selv stiftede familie. Clara B. Catlin døde den 28. juli 1845 i Paris, Frankrig, hvor Catlin udstillede sit galleri.:708 
Omkring 1829 så Catlin en gennemrejsende indianer-delegation. Han bemærkede, hvordan en hel malerpalet var nødvendig for at gengive farverigdommen i deres etniske klædedragter og personlige udsmykning. Ideen til et galleri helliget Amerikas oprindelige befolkninger – deres dagligdag, ceremonier, klædedragter og boliger – opstod. Som en dokumentar-maler ville Catlin efter bedste evne bringe det ukendte og anderledes fra Nordamerikas endeløse vidder ind til storbyen via sine lærreder.:16  Han ønskede at redde for eftertiden, hvad der reddes kunne, inden indianerne gik til grunde under ”cilivisationens” ubønhørlige fremmarch.:709  De næste 42 år gjorde han det til sin livsopgave.
Catlin opsøgte de indfødte i deres byer og lejre. Fra 1830-1838 gennemførte han flere sommerrejser i det indre af kontinentet, og han var særdelels produktiv. Det var med værkerne fra disse år, at Catlin skabte sit eftermæle. Han lykkedes især med sine portrætter, ofte med en triviel baggrund tilføjet hjemme i studiet.:494  Da børn og børnebørn af indianere malet af Catlin 40 år tidligere fik vist dennes tegninger af deres nærmeste slægtninge, genkendte de dem og navngav dem.:496  Hans malede personer i helfigur er til tider proportioneret forkert,:495  og ulig den samtidige indianermaler Karl Bodmer fandt han det tit mindre vigtigt at bruge kostbar maletid på at få en fotografisk gengivelse af f.eks. perlebroderierne på skindtøj frem.:497  Catlins malerier kan rumme små ”forbedringer” af indianernes egne arbejder,:105  og hans skrevne værker er præget af hans opvækst som en hvid amerikaner.
Catlin begyndte at gøre sine værker tilgængelige for et publikum i USA i 1833, og det blev Europas tur i 1839.:490  Efter at have udstillet i London rejste Catlin til Paris med sin familie og sit Indian Gallery i 1845.:4  Den franske revolution i 1848 ødelagde hans muligheder for at blive, og han rykkede sin bopæl og udstilling tilbage til London. Et forslag i USA om at nationen erhvervede Catlins galleri løb ud i sandet.:47  Uheldige investeringer førte ham til ruin under opholdet i London, hvorpå hans galleri og museum blev beslaglagt i 1852.:699  Den amerikanske rigmand Joseph Harrison, Jr. betalte det skyldige mod sikkerhed i galleriet og museet. Alt kom med skib til USA og lå upåagtet oplagret i Philadelphia fra 1852 til samlingen kom til Smithsonian Institution, Washington D.C., den 19. maj 1879 og var reddet for eftertiden.:5 
Catlins klassiske værk i to bind om sine rejser, oplevelser og iagttagelser illustreret med stregtegninger udkom i 1841 med titlen ”Letters and Notes on the Manners, Customs and Condition of the North American Indians".:490  Tre år senere kom ”Catlin’s North American Indian Portfolio” med 25 farve-litografier.:491  I 1867 fulgte næste væsentlige udgivelse med farveillustrationer og en udførlig beskrivelse af mandanernes såkaldte soldans (okipa-ceremoni) med titlen ”O-kee-pa: A Religious Ceremony; and other Customs of the Mandans”. Tiden og oplevelserne i bl.a. Sydamerika i 1852-1853 udgør stoffet i ”Last Rambles Amongst the Indians of the Rocky Mountains and the Andes” fra 1868.:739 
I forbindelse med sit arbejde mødte Catlin bl.a. baron von Humboldt.:376  I 1866 så han sig nødsaget til - med held -:378  at bede indianer-autoriteten fyrst Maximilian zu Wied om at forsvare sig, da hans beskrivelse af okipa-ceremonien blev draget i tvivl.:377 
Catlin skabte nye værker efter sin økonomiske nedtur i 1852, bl.a. ud fra sin skitsebog, ligesom han kopierede tidligere frembringelser.:699  Et nyt projekt, Catlin’s Cartoon Collection, med versioner af gamle motiver samt nye portrætter og landskaber voksede i omfang under et langt ophold i Bruxelles, Belgien fra 1860. I 1870 vendte han tilbage til USA for at vise sine oliearbejder på karton frem i Sommerville Gallery, New York.:700 
På sine sidste år led Catlin under en svækket hørelse og trak sig lidt tilbage fra selskabslivet.:694  Han døde i Jersey City, New Jersey, den 23. december 1872:701  og blev begravet i Greenwood Cemetery, Long Island.:708 

## Catlins male-ekspeditioner, 1830-1838
På Catlins første maleture vestpå i 1830 og 1831 drog han for alvor ud i vildmarken fra St. Louis, Missouri. På turen derfra og op ad Mississippi River mødte og malede han bl.a. winnebagoer, menomineer, shawneer samt sauk- og fox-indianere.:425 
En anden tur i 1831 førte ham op ad Missouri River til bl.a. kansaerne (kawerne),:425  og også pawnee-indianerne ved Platte River, Nebraska.:487 
Året 1832 var særdeles givende for Catlin, som i maj sejlede over 2. 000 km op ad Missouri River med den nye floddamper Yellowstone. Han tog først ophold i handelsstationen Fort Union (North Dakota) og siden, på hjemvejen ned ad floden, i handelsstationen Fort Clark ved mandan-byen Mitutanka. I sommerens løb malede han både sortfødder, crower, plains creer (kaldet Knisteneux), plains ojibwa, assiniboiner, mandaner, hidatsaer (Minatarree), arikaraer (Riccarree) samt siouxer, poncaer (Puncha) og iowaer.:426  Under besøget ved Mitutanka i juli lod Catlin sig fascinere af mandan-høvding Four Bears, som han malede.:456  Intet stammefolk optog Catlin som mandanerne.:438  Til hans held afholdt de deres fire-dages okipa-ceremoni, som han så og beskrev i detaljer med ordvalg farvet af hans amerikanske opvækst.:350-351  I efteråret 1832 var Catlin tilbage i St. Louis.:474  Bare fem år senere døde høvding Four Bears og med ham op mod 85 % af mandanerne under en koppeepidemi, og gjorde Catlins værker så meget vigtigere.:95 
I forbindelse med sit efterårsophold i St. Louis, 1832, besøgte han Jefferson Barracks og sikrede sig den fængslede sac-høvding Black Hawks beretning om baggrunden for hans fængsling. Catlin malede høvdingen og flere andre indianske fanger.:425 
George Catlins omtale af en tur langt vestpå langs Platte River i 1833:475  lader til ikke at have fundet sted.:488 
Sammen med oberst Henry Dodge red George Catlin og First Regiment United States Dragoons fra Fort Gibson ind på den sydlige prærie i sommeren 1834. Catlin fik lejlighed til at male osager, wichitaer (Pawnee Picts), wacoer, caddoer og også comancher. Før starten nåede Catlin at male et kiowa-søskendepar, pigen White Weasel og drengen Thunderer, som hæren havde løskøbt af osagerne. Flere creek- og cherokee-indianere opholdt sig også ved Fort Gibson i Indianerterritoriet (Oklahoma), og Catlin gjorde dem til emne for sit lærred:475 , ligesom han malede choctaw-stammens lacrosse-spillere.:488 
I foråret 1835 drog Catlin op ad Mississippi River til Fall of Saint Anthony, Minnesota. Han mødte og malede siouxer, chippewaer (Ojibbeway), winnebagoer samt menomineer.:497  Han fik igen lejlighed til at male sauk- og fox-indianere,:500  og det samme var tilfældet næste år.:524 
Catlin malede landskabet ved Pipestone Quarry, Minnesota, i yankton-siouxernes område i efteråret 1836. Det er her, materialet til indianernes røde pibehoveder bliver brudt.:508  Catlin fik mineralet analyseret, og det er navngivet catlinit efter ham.:747 
I 1837 malede Catlin seminoler og yuchier i Florida. Næste år sad seminole-høvding Osceola i fængsel, hvor Catlin besøgte ham og forevigede ham.:525 
Malerierne af både landskaber, dyreliv og mennesker lavet i tiden 1830-1838 udgjorde det originale Catlin Indian Gallery.:525 

## Galleri
- Catlins mandan-by med halvkugleformede jordhytter, der mangler det udvendige indgangsparti
- Pipestone Quarry
- Catlin brugte familie-relationer til at menneskeliggøre indianerne
- En iowa-høvding
- Bjørnedans